# Altair 8800
Altair 8800（アルテア 8800）は、1974年12月にアメリカのMicro Instrumentation and Telemetry Systems (MITS) が開発・販売した個人用のコンピュータである。一般消費者向けに販売された最初期の個人用コンピュータであり、「世界初のパーソナル・コンピューター」とも称される。

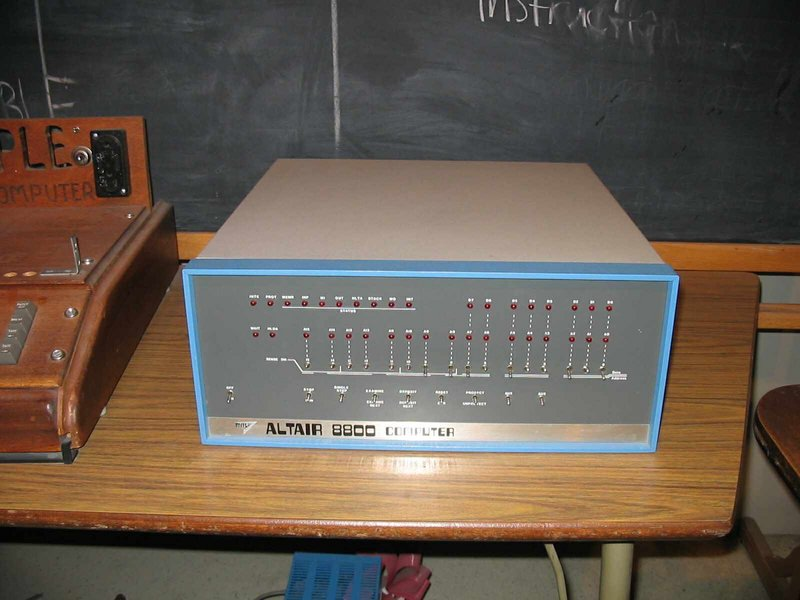
Altair 8800

## 発売の経緯

### 個人用コンピュータの可能性
Altair8800が登場した1970年代のコンピュータはメインフレームやミニコンピュータが主流で、研究所や企業などで一室を占有し、小型でもシステム一式のラックが壁面を占めるほどに巨大で、高額であった。このためコンピュータは貴重な計算資源として扱われ、個人が占有や所有することは経済的に困難と考えられた。
1970年代初頭に開発されて最初期の製品が出荷されていたマイクロプロセッサは、スペックは低いがコンピュータの機能を有した。同時期に開発が進捗するLSIを用いて周辺の回路と装置を用意すれば、個人が所有可能なコンピュータとなる可能性が見られた。日本で発刊された『マイ・コンピュータ入門』に「HITAC 5020 をワンチップにできる、などとシンポジウムで雑談をしたことがあった」と記されている。

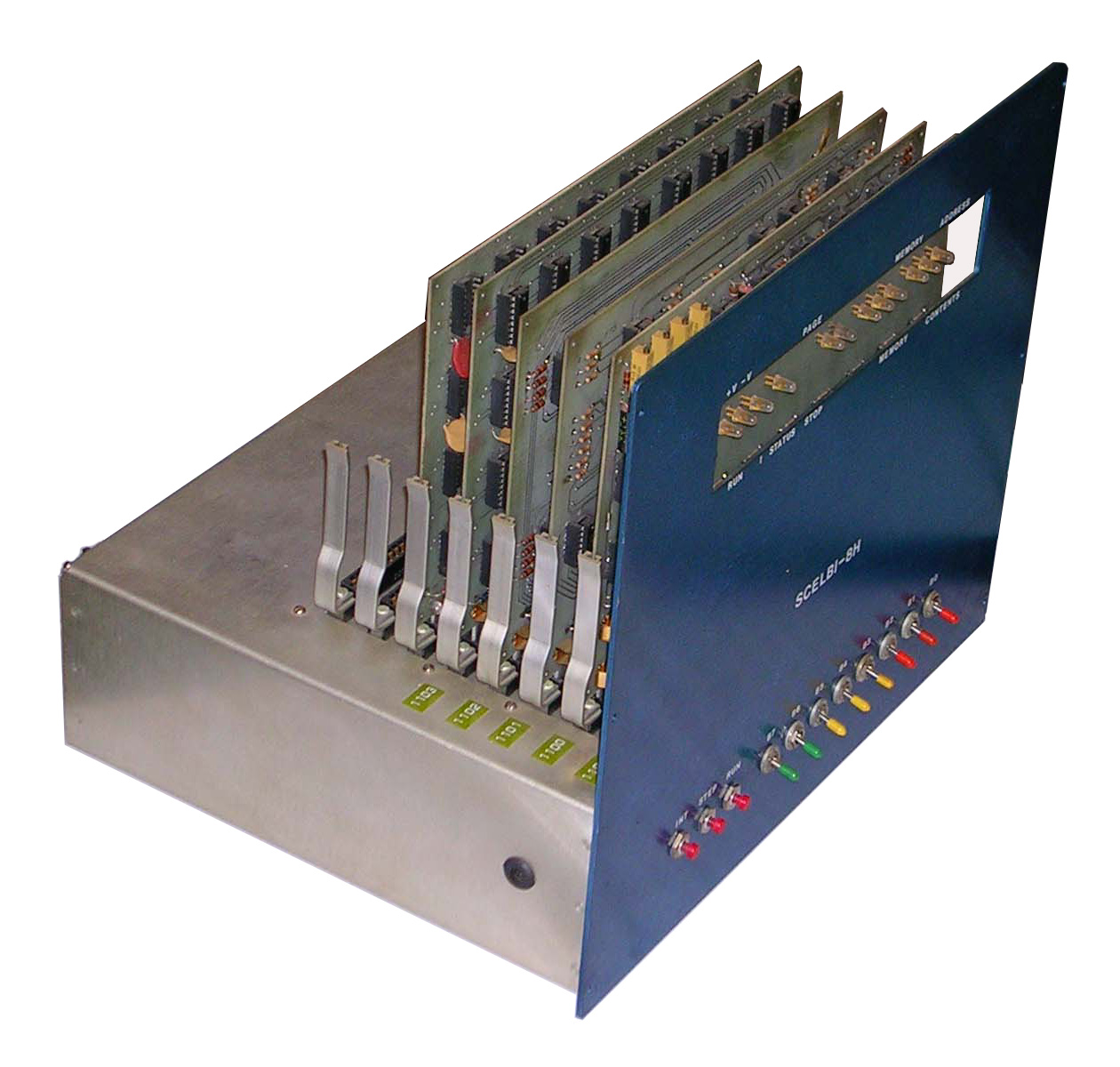
Scelbi-8H

マイクロプロセッサを利用したコンピュータキットはAltair8800よりも前に、The Scelbi-8H（1974年 i8008）や Jonathan Titus' Mark 8 kit computer（1974年 i8008）など、すでにいくつか販売されていた。

### 発売
このような状況で個人向けに発売されたコンピューターキットのうちの1つが、Altair8800 である。開発元であるMITS社のエド・ロバーツは、「商業モデルに匹敵しうる世界初のミニコンピュータキット」と紹介した。販売価格は組み立てキット397ドル、組立済み498ドルで、発売直後の3月に組み立てキット439ドル、組立済み621ドルへ値上げした。当時はi8080単体は350ドルであった。
発売されると、BIT誌上で「personal computer」と絶賛された。破格の安さと拡張性で、最初の2〜3週間で4,000台を超える注文が殺到した。しかし、後述する生産体制等の問題により、1975年に実際に販売できたのは2,000台程度と言われている。

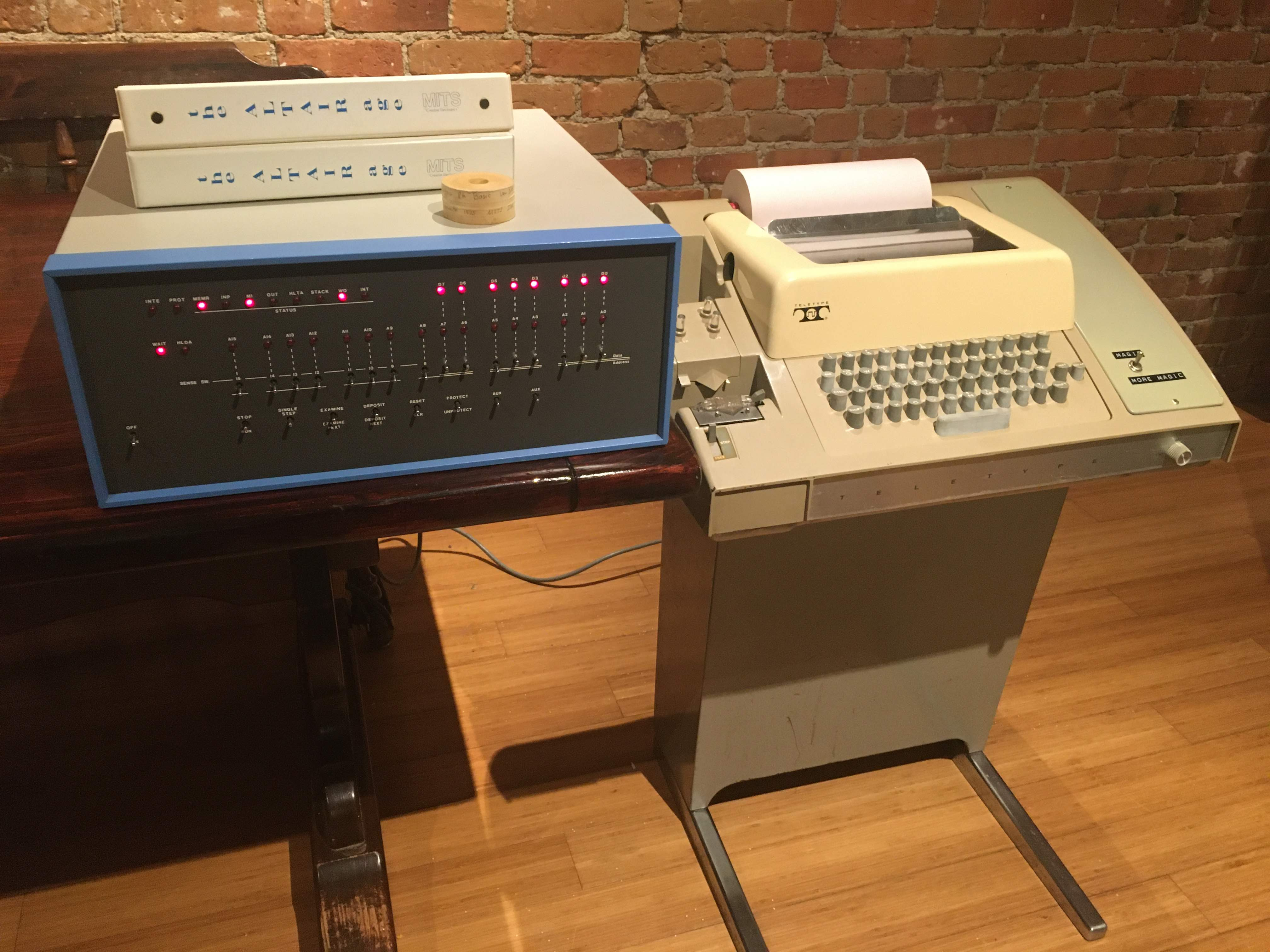
AS-R33テレタイプを端末として接続したAtair8800

のちに一般へ向けて発売されたオペレーティングシステムであるCP/Mとともに、中古市場に出回りつつあったリースバックのテレタイプ端末ASR-33やビデオターミナルVT-100およびそれらの互換機などと、他の拡張機器類とあわせて接続することで、フルキーボードで入力しCRT上で結果を得るという、現在のコンソール環境とほぼ同等の環境で使うこともできるようになった。
Altair8800は、一般に知られている組み立てキットだけではなく、完成品もカタログのラインナップには存在していた。MITSは市場の要求に応える完成品を量産製造する能力がなく、当初は組み立て済み製品のほとんどに何らかの不良があったとされ、納期の遅れは購入者とトラブルを生じて訴訟問題へ発展した。1000ドルを先払いして購入した製品が、納期が遅れて客に届いた時は実勢価格が600ドルに下落し、差額の返却を要求された。
実際の販売数ではキットの方がはるかに多く、電子工作の経験や素養のないユーザーが組み立てキットを購入してしまうことで完成させられない人間が続出し、その対処や苦情への対応も大きな負担になっていた。
MITSが経営に失敗した理由は、この生産効率の悪さとクレームの対処のまずさにあったと言われている。また、キット販売が主流のAltairを、組み立てなどの煩雑な作業は飛ばして実務に応用したいユーザーのニーズにもMITSは満足に応えることができず、これらの事情から完成した（消費者向け製品としてはより洗練された）互換機や拡張機器類を販売するサードパーティーが活動する余地を見出し、Altairを中核とした互換機市場に発展してゆくことになる。

#### 日本で紹介
日本ではAltair8800の発売後まもなく、『ポピュラーエレクトロニクス』誌1975年1月号に部品リストや回路図が掲載され、コンピュータを組み立てることを同誌が読者に提案する企画として扱われた。しかし実際にはポピュラーエレクトロニクス誌宛に送られた完動品のAltair8800は輸送途中で行方不明となり、ポピュラーエレクトロニクスの表紙には代わりに急遽作成された中身のない筐体にランプをつけただけのダミーの写真が掲載された。

## 機能
ミニコンピュータという自称ではあるが、当時の一般的なミニコンピュータとは違い、マイクロプロセッサであるIntel 8080をCPUに使っている。しかし、トグルスイッチと、ビットの状態を表示するためのパイロットランプが並んだパネル、というスタイルは、当時のミニコンピュータの中心的ユニット（CPU）のパネルそのものであり、本格的な応用にはそれなりに周辺機器の増設が必要という点もある意味相似している。
しかし当初から、4KB のメモリも拡張ボードとして用意されており、それらを拡張スロットに増設することを前提に、マイクロソフトの創業者であるビル・ゲイツとポール・アレンが移植した BASICインタプリタが Altair BASIC としてリリースされ、（いわゆる「ストリートBASIC」ではあったが）BASICによるプログラミングも可能となった。Altair BASIC は紙テープ（$350）で供給され、売れ残ったメモリボードと組み合わせて廉価販売する手法も取られた。

### 名前の由来
Altairという名前は、MITSの社長Ed Robertの友人Les Solomon（当時『ポピュラーエレクトロニクス』誌のテクニカルディレクターだった）の、当時12歳の娘Laurenの発案に由来する。彼女は『スタートレック』のファンであり、新製品の名前を何にしようかとEdがLes家に相談しにきた時に、たまたまその夜放送予定だった『スタートレック』のエピソードにおいてエンタープライズ号が赴く先から取った名前を提案したのである。その目的地はアルタイル星系の第6惑星（Altair VI、日本語吹き替えではアルター6号）であった。エピソードは（作品の放送時期と、アルタイル星系が出てくる話が他に無いことから）スタートレックのオリジナルシリーズ（いわゆるTOS、日本では『宇宙大作戦』として知られる）のシリーズ2・エピソード1「バルカン星人の秘密」である。

### Altairの系譜
Altairのラインナップには、CPUにi8080を使用したAltair8800以外に、モトローラのMC6800を採用したAltair680がある。
Altair8800は更に初期型 (Altair8800)、中期型 (Altair8800a) と後期型 (Altair8800b) が存在し、さらにパネルスイッチによるブートストラップを必要とはせず、電源を入れるだけでフロッピーディスクから起動する、TURN-Key(Altair8800bT)という派生モデルも存在した。TURN-Keyモデルは、CP/M上のデータベースソフトなどのビジネスアプリを走らせて事務処理をしたい非電子技術者系ユーザーのニーズに応えるための製品であり、フロントパネルからメモリ操作用のトグルスイッチなどは省かれている。
なお、ここで言うブートストラップとは、コンピュータの起動時にOS等のソフトウェアをブートさせる最初のプログラムを読み込み実行させる仕組みであり、現在のAT互換機で例えるならBIOSの機能の一部に相当する。Altairは、標準ではBIOSやIPLなどもROMとして搭載していなかったため、最小構成では起動やリセットのたびに手作業で数十バイトのプログラムを二進数で入力する「儀式」が必要であった。

## アーキテクチャ
標準構成（最小構成）では、CPUはインテルの8080(2MHz)、メモリはわずか256バイトであった。また、拡張バスとしてAltair bus（S-100バス）を搭載していた。
フロントのパネルには、アドレスおよびメモリ表示用のLEDと、アドレスバス・データバスの各ビット操作用のトグルスイッチなどを装備していた。
最小構成では他に手段が無いので、プログラムの書込みは、以下のような手順で行う。
1. パネルのHALTスイッチでHALTの信号線をアクティブにし、CPUを停止させる。
2. パネルのスイッチ群でアドレスとデータを設定し、書き込みスイッチで当該アドレスのメモリに設定したデータを書き込む。
3. 2の作業を繰り返して必要なコードを書き込んだのち、HALTを解放する。
4. 0番地からプログラムが読まれ実行される。

最小構成で他に手段が無い場合の、ブート手順として昔から行われてきた手法と同様である。

### S-100バス
S-100バスとは、Altairに搭載された拡張バス規格の名称であり、後に互換機市場において名付けられた。StandardのS、バスのピン数（100ピン構成）が名称の由来である。
MITSではAltairの拡張バスをAltair busと呼称しており、当初から機能の拡張が主目的であった訳ではなく、Altairの機能を複数のカードに分散して開発する目的で仕様規定された。
Altair busは、当初はi8080 CPUの動作タイミングに完全に依存した2MHzの非同期バスとして開発され、後にAltair680を発表する際に、M6800バスのような同期バスCPUにも流用出来るように改版された。8ビットバスであり、8ビット幅のデータバスと16ビット幅のアドレスバスを持つ。
当時は、最大で20数本ものスロットに5Vおよび12Vの電圧を安定して供給可能、かつ数アンペアもの電力消費に追従可能で安価なレギュレータは存在せず、バス上では電源として8Vおよび18Vを供給し、各カード上のローカルレギュレータで12Vと5Vを作り出していた。筐体容積の1/3近い体積を占める巨大なトランスとコンデンサを電源として搭載していることも、Altairおよびその互換機の特徴といえる。
S-100バスの名は、正しくはこのAltair busの互換バスとして、サードパーティが互換製品を出す際に名乗ったものである。互換機ビジネスは現在ではサードパーティビジネスとして成立しているが、当時は日本語で「コバンザメ商法」とも呼ばれ、MITSではS-100バスはAltairBUSではないとして、これらの互換メーカーを非難した。
より高品質な互換製品が市場に流通するようになってもMITSは自社製品の改良を行えず、経営危機に陥ったMITSは自社製品の正当性と保護を主張し、（現在で言うところの）「知的所有権の侵害」に当たるとして、販売店にIMSAIや他社の互換製品を排除させようとした。しかしこれにはユーザーや販売店側の反発があり、皮肉にもMITS自身がこの市場から放逐される事になってしまう。
デファクトスタンダード（事実上の標準）となったS-100バスは、のちに正式にIEEE-696として標準化されることにより、MITSやAltair消滅後もS-100バス互換機および互換市場は存続してゆく。AT互換機における、IBMによる標準規格PC(IBM-PC/AT)バスに対する、互換機メーカー主導による標準化バス名称ISAバスと同様の構図であった。

## 1970年代の「互換機市場」
Altairの最小機能モデルは現在のCPU評価キット程度の機能しか持たず、それ単体では具体的な業務に従事させることは困難であった。しかしながらAltairBUS（S-100バス）で各種基板を接続する方式をとっていたため、拡張ボードで機能をグレードアップすることが可能であった。
このような用途にパーツを供給したり、互換機を発売するメーカーも現れ、「S-100バス互換機」市場が形成された。
ユーザーにとって、Altairは具体的にはS-100バスによって自在な拡張を可能とする「自作コンピュータ」の中核コンポーネントとして存在していた。これは、現在のPC-AT互換機に例えるなら、本体（筐体）とマザーボード、CPUのみの状態に近い。
ユーザーはこれにメモリやシリアルカード（音響カプラやプリンタ以外にも、シリアルコンソールを接続して対話的に操作する）の他、ST-506等の各種インタフェースを増設、フロッピーディスクドライブやハードディスクドライブ等を接続し、CP/MやBASICなどを利用して実務や開発などを行っていた。
また、AltairのCPUやメモリも単にS-100バス上のカードとして実装されているため、CPUをより高速・高機能なZ80に交換したり、メモリを64KBまでフル増設する等して、自在に拡張することができた。

## 互換機
上述のように、Altair8800には多数の互換機（クローン）が存在し、S-100バス互換機として、現在のPC/AT互換機のような互換機市場を形成していた。これらは単純にAltairをコピーした粗悪なものから、基板や回路の品質、筐体や電源の品質などでAltairを上回る高級品や、性能や機能を拡張したもの、各種の拡張カード類をあらかじめ内蔵（増設）してスイッチONでCP/Mが起動するものなど、コアとなるAltairの至らない部分を補完・拡張する形で存在していた。

### Cromemco SystemI/II

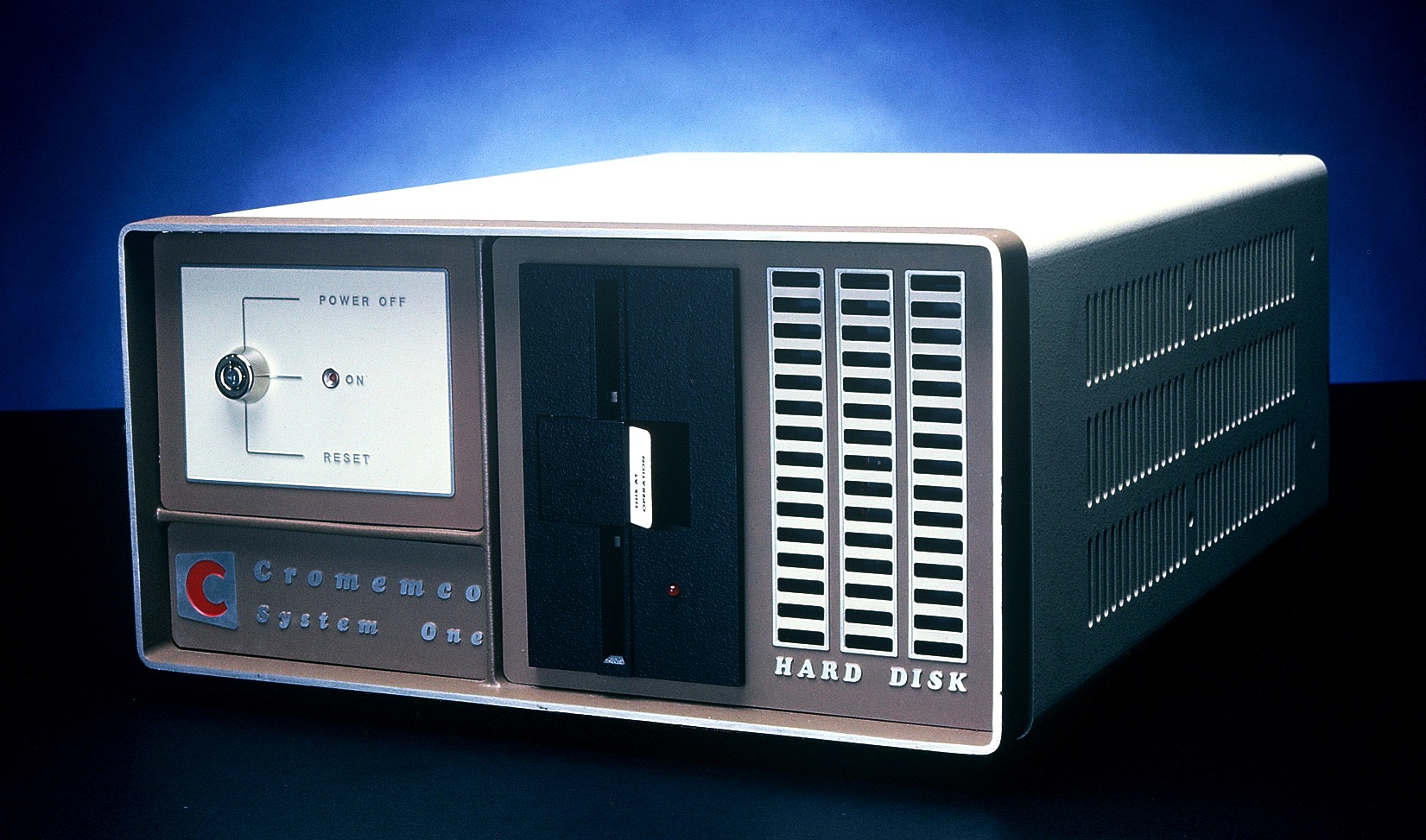
Cromemco System I

米クロメンコ社が1976年に販売したS-100バス互換機で、S-100バスマシンとしては満艦飾仕様とも言える「全部入り」のハイエンド仕様として、当時は高級品の一角を占めていた。
4MHzのZ80A CPUと64KBのメインRAMを搭載し、2基の5インチ2Dフロッピーディスクドライブを搭載したものがSystem I、FDD1基に5メガバイトの5インチHDDを搭載したものがSystem IIである。
8インチFDDを2基搭載し、CP/Mのマルチユーザー環境MP/Mシステムに対応した、Cromemco System IIIも存在する。

### IMSAI 8080
米IMSアソシエイツ(IMSAI)の組立てキットで完成品もあったコンピュータで、Altairの完全互換機。CPUはAltairと同じ2MHz駆動の8080でありながら、基板の設計や筐体の組み付け、デザインはより洗練され、電源の容量にも余裕があり、フロントパネルのスイッチ類にもAltairより視認しやすく信頼性の高いものが使われている。
また、内部のS-100バススロットも最大で22基搭載しており、メモリカード（当時のメモリは高価であり、ホビイストや学生などの経済的に余裕のない個人ユーザーは、8KBや16KB単位で増設することが多かった）やSIO（シリアルポート）、PIO（パラレルポート）、FDD、CMT（テープ）、ビデオカード等の増設にも耐えたこと、またこれらのペリフェラル類が最初からオプションとして揃っていることなど、CP/M環境を組み立てるコアとしてはAltairよりも評価が高く、Altairの欠点を潰した「Altairの本来あるべき姿」といった評価もあった。

### North Star Horizon
米ノーススター・コンピューターズ社の2FDD内蔵のフレームタイプコンピュータである。なお、当時の取り扱い代理店であった工人舎は、後にソーテックと社名変更しPC事業を続けた（現在はオンキヨーに吸収合併）。

### Sol-20
米プロセッサ・テクノロジー製で、S-100バス互換機でありながらキーボード一体型の製品。スロット数は4本で横置き。最初期のS-100カードに比べて集積率が上がったコンボカードや、メモリ容量が格段に増えたメモリカード等が市場に登場したことにより、スロット数が少なくても実用に足る製品構成が可能になったために登場した製品である。本来Sol-20自身がAltairの互換製品であるが、このSol-20用のZ80プロセッサアップグレードキットZOLがさらにサードパーティによって発売されていた。日本ではムーンベース（南新宿に存在したマイコン専門店）から745,000円で販売された。

### Legacy8080
2014年に技術少年出版から発売された。CP/M互換OSを搭載している。スイッチやLEDは特注品で当時は無かったUSBやMIDIを標準装備している。

## その他

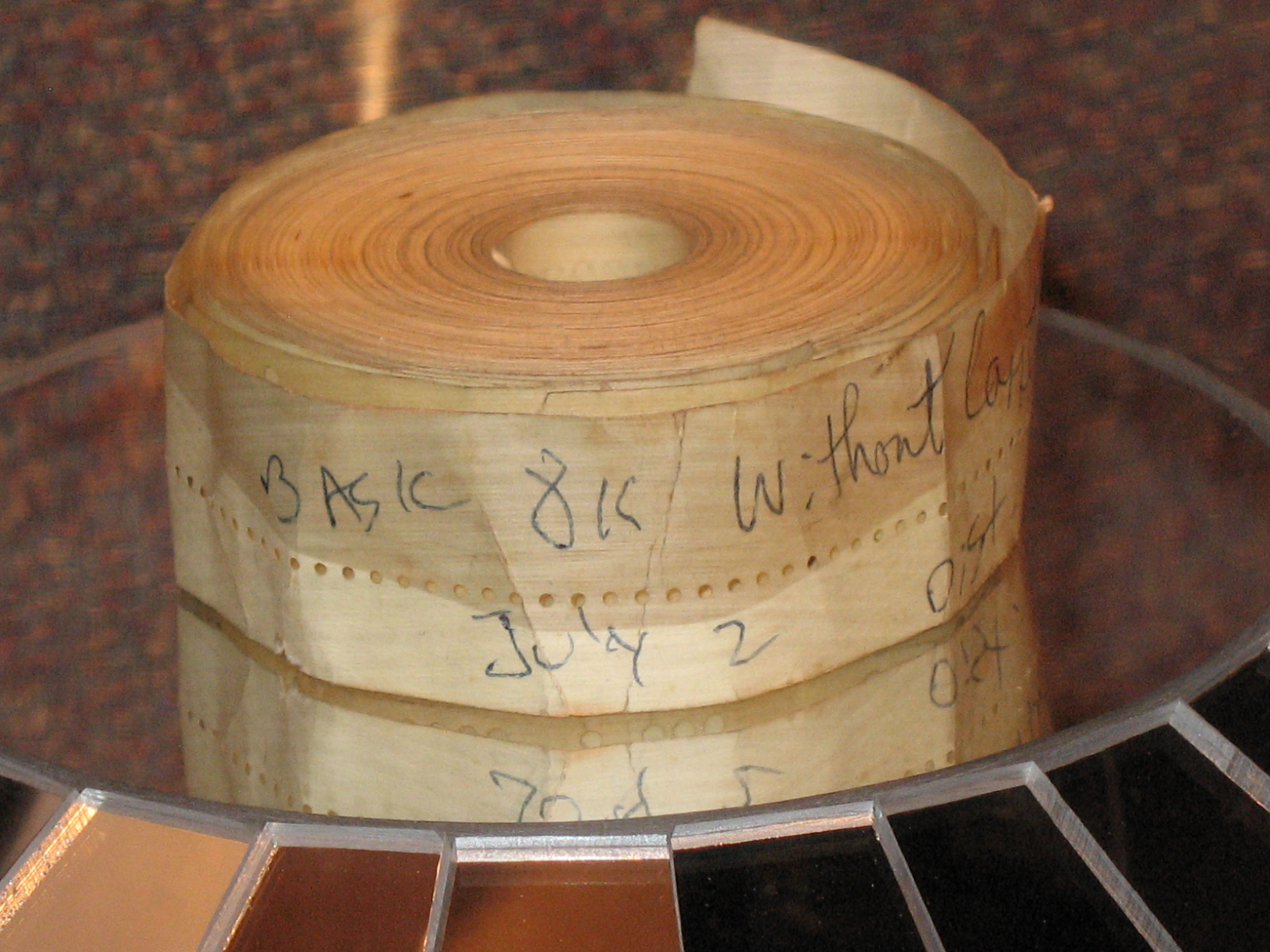
マイクロソフト製アルテア用BASICインタプリタの穿孔テープ

- マイクロソフトのサクセスストーリーは、元来ビル・ゲイツとポール・アレンがこのAltairのメモリを4KBに拡張してBASICインタプリタを移植するところから始まっている。BASICの移植自体はマイクロソフトの初仕事ではない。ポール・アレンは、Altairの開発・販売元であるMITSのソフトウェア部長となるとほぼ同時に、ビル・ゲイツと共にマイクロソフトを設立している。
- ハリウッド映画『ウォー・ゲーム』で主人公が自宅で扱っていたコンピュータは、Altair8800の互換機IMSAI8080で、ノベライズ版ではAltair8800を使用している。